# Mary de Bohun
Mary de Bohun (1369/70 – 1394. június 4.) IV. Henrik angol király első felesége, V. Henrik angol király édesanyja.

## Élete
1368-ban született, Humphrey de Bohun (Hereford 7. grófja) és Joan Fitzalan ( Arundel 8. grófjának leánya) második leányaként. Egy nővére volt, az 1366-ban született Eleanor. Egy húguk is született, Elizabeth, de ő valószínűsíthetően még csecsemő korában meghalt.
Apai nagyszülei William de Bohun (Northampton 1. grófja) és Elizabeth de Badlesmere (Badlesmere 1. bárójának leánya), anyai nagyszülei Richard FitzAlan (Arundel 10. grófja) és Eleanor of Lancaster (Lancaster 3. grófjának leánya).
Mary nővére, Eleanor 1376-ban nőül ment III. Eduárd legkisebb gyermekéhez, Thomas of Woodstock-hoz, Gloucester 1. hercegéhez, akinek öt gyermeket szült.
Mivel Thomas azt akarta, hogy apósa halála után a vagyon csak Eleanor-é legyen, azt szerette volna, hogy Mary vonuljon zárdába végleg, ám Thomas bátyja, Gent-i János herceg megszöktette Mary-t a kolostorból, hogy összeházasítsa fiával, a későbbi IV. Henrik angol királlyal. Ez az esemény csak rontott a két fivér kapcsolatán.
Mary és Henrik 1380. július 27-én keltek egybe, az Arundel Kastélyban. (Az ara csupán 12 éves volt ekkor, a vőlegény pedig 13.)
János úgy tervezte, hogy Mary és Henrik nem hálják el házasságukat, míg a feleség be nem tölti 16. életévét, ám a sors közbeszólt. A fiatal pár nem tudott évekig önmegtartóztató életet élni, így Mary már 14 évesen teherbe esett férjétől. 
Első gyermekük, Eduárd 1382 áprilisában jött világra, ám csak pár napot élt.
A házaspárnak utána még hat gyermeke jött világra, négy fiú és két lány.
- Henrik (1386-1422), ő lett apja 1413-as halála után a későbbi V. Henrik angol király
- Tamás (1387-1421), Clarence hercege
- John of Lancaster (1389-1435), Bedford hercege
- Humphrey (1390-1447), Gloucester hercege, 1. felesége Jacqueline hainaut-i grófnő, 1 halva született gyermek
- Blanka (1392-1409)
- Filippa (1394-1430)

Az asszony utolsó gyermeke, Filippa születésekor halt meg, 1394. június 4-én, 26 éves korában, a Peterborough Kastélyban. Mary végső nyughelye a leicester-i Szűz Mária de Castro templomban van.
1399-ben, II. Richárd angol király halála után Mary férje, Henrik lett az ország új uralkodója, IV. Henrik néven.